# 8 (зупинний пункт)
№ 8 — пасажирська зупинна залізнична платформа Лиманської дирекції Донецької залізниці на лінії Ясинувата-Пасажирська — Покровськ між станціями Очеретине (6 км) та Желанна (10 км).
Розташована між селами Новоолександрівка, Євгенівка, Покровський район, Донецької області.

## Пасажирське сполучення
На платформі № 8 зупиняються приміські електропоїзди до станцій Авдіївка, Покровськ та Чаплине.

## Історія
Роз'їзд № 2 Шабельське — історична назва блок-посту № 8 (за прізвищем землевласника), він згадується у документах 90-х років XIX століття. Роздільний пункт розташовувався в районі нинішнього блок-посту № 8, і був названий за прізвищем місцевого землевласника. Станом на 1894 рік по роз'їзді зупинявся товарно-пасажирський потяг № 6/5 Долинська — Харцизьк: о 5:15 ночі від відправлявся на Харцизьк, а о 9:51 вечора — на Долинську. У 1895 році вклали другу колію на ділянці Гришине (Покровськ) — Ясинувата, і роз'їзд став блок-постом. Згідно із даними вказівника пасажирських сполучень за 1897 рік, по блок-посту Шабельське пасажирські потяги не зупинялися, а починаючи з 1898 року цей роздільний пункт не вказувався в офіційних розкладах руху.